# Cité du Vitrail
La Cité du Vitrail est un musée situé à Troyes, dans le département de l'Aube, consacré à l'art et à l'histoire du vitrail.
Elle est installée dans l'Hôtel-Dieu-le-Comte de Troyes depuis son ouverture en 2022.

## Description
La Cité du Vitrail compte 3 000 m² dédiés au vitrail, dont 700 m² d’exposition permanente et 400 m² d’exposition temporaire. Elle comprend également un centre de recherche et de documentation sur le vitrail.
Le lieu ne disposant pas d'une véritable collection, ce n'est pas à proprement parler un musée. Cependant, à la différence du centre international du vitrail de Chartres, le lieu ne se limite pas à la création et la formation.
Le parcours permanent permet de découvrir une grande diversité de vitraux du XIIe siècle au XXIe siècle répartis sur quatre niveaux et présentés de manière chronologique. Il entend restituer « la diversité d’époques, de styles et de fonctions du vitrail » mais aussi les techniques de fabrication du vitrail et met plus particulièrement en valeur les chefs-d’œuvre du département de l'Aube qui recèle le plus riche patrimoine vitré de France.

## Histoire
L'idée d'un lieu dédié permettant de valoriser la richesse des vitraux de l’Aube remonte aux années 1970. 
Porté par des élus locaux et des maîtres verriers qui cherchent à faire connaître ce patrimoine méconnu, le projet se concrétise au début des années 2000.
Un espace de préfiguration de la Cité du Vitrail est ouvert au public entre 2013 et 2018 dans l'Hôtel-Dieu-le-Comte de Troyes.
La Cité du Vitrail est inaugurée en décembre 2022.